# Stéphane Mbia
Stéphane Mbia (* 20. května 1986, Jaunde, Kamerun) je kamerunský fotbalový záložník/obránce a reprezentant, který hraje od roku 2016 v klubu Hebei China Fortune. Jeho postem je defensivní záložník, ale může působit i na pozici stopera (středního obránce) nebo na kraji obrany.

## Klubová kariéra

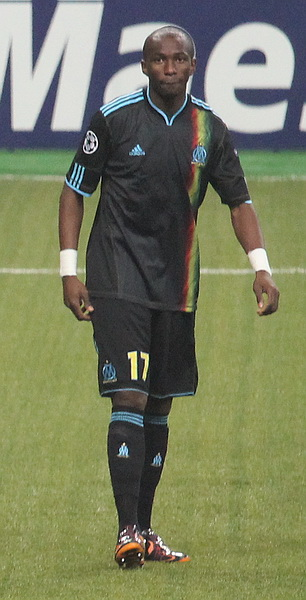
Stéphane Mbia v dresu Olympique Marseille.

Mbia hrál ve Francii za Stade Rennes (v jehož dresu debutoval v profesionálním fotbale). 18. dubna 2007 v zápase proti Olympique Lyonnais měl incident s českým útočníkem Milanem Barošem, jenž si před kamerunským hráčem ucpával nos a mával před ním rukou, jako by rozháněl zápach. Toto gesto vyvolalo podezření z rasistického chování, Baroš se hájil, že to bylo běžné fotbalové gesto, které nemělo s rasismem nic společného. Zároveň poslal kamerunskému hráči omluvný dopis. Toto vysvětlení nepřesvědčilo ani představitele organizací na ochranu lidských práv, ani samotného Mbiu, jenž se ve francouzském deníku L'Equipe vyjádřil, že Barošovi neodpustí.
V červenci 2009 přestoupil Mbia za 12 milionů eur do Olympique Marseille. V sezóně 2009/10 vyhrál s Marseille Ligue 1. Dvakrát vyhrál v Marseille i Trophée des champions (v letech 2010 a 2011).
V srpnu 2012 podepsal dvouletou smlouvu s anglickým klubem Queens Park Rangers (QPR). Opačným směrem putoval na roční hostování Angličan Joey Barton.
V srpnu 2013 odešel hostovat do španělského klubu Sevilla FC. 25. dubna 2014 vstřelil v prvním zápase semifinále Evropské ligy 2013/14 efektní, leč pravidlům odporující gól patičkou ve španělském souboji proti Valencia CF (výhra 2:0). Branka platila, ačkoli padla z evidentního ofsajdu. Se Sevillou se probojoval až do finále Evropské ligy, v němž jeho tým porazil portugalskou Benfiku Lisabon až v penaltovém rozstřelu (4:2, 0:0 po prodloužení). Mbia svůj penaltový pokus proměnil.
Koncem srpna 2014 do Sevilly z QPR přestoupil.

## Reprezentační kariéra
Stéphane Mbia hrál na Letních olympijských hrách 2008 v Číně, kde kamerunský výběr do 23 let vypadl ve čtvrtfinále s Brazílií po výsledku 0:2. Mbia odehrál na turnaji všechny čtyři zápasy a vstřelenou brankou rozhodl o vítězství 1:0 v základní skupině D proti Hondurasu.
Ještě před LOH 2008 se v lednu zúčastnil Afrického poháru národů 2008 v Ghaně a ve čtvrtfinále vstřelil dva góly Tunisku, přispěl tak výrazně k výhře 3:2 po prodloužení a postupu do semifinále. Kamerun nakonec dokráčel až do finále, kde podlehl 0:1 Egyptu.
V A-mužstvu „kamerunských lvů“ hraje od roku 2005. Byl nominován mj. na Africký pohár národů 2015.